# James Burnham
James Burnham (22 de noviembre de 1905–28 de julio de 1987) fue un teórico político estadounidense, que desde sus inicios en el trotskismo americano, luchó contra el estalinismo soviético, y más durante la Guerra Fría. Su trabajo más conocido es The Managerial Revolution (La Revolución Gerencial), publicado en 1941, que influyó notablemente a George Orwell en su libro "1984".

## Vida y obra
Nacido en Chicago, Illinois, Burnham fue educado como católico, aunque llevó una vida agnóstica. Se graduó como mejor alumno de su clase en la Universidad de Princeton, Princeton University.
Fue miembro del Partido de los Trabajadores de los Estados Unidos de orientación trotskista, que luego se convirtió en el Partido Socialista de los Trabajadores (SWP), de orientación comunista y antiestalinista. Burnham perteneció a una fracción que él colideraba con Max Shachtman que se oponía a la posición mayoría del partido, sobre la caracterización de la Unión Soviética; Burnham y Shachtman sostenían que la URSS era un régimen "burocrático colectivista" (según la terminología empleada por Bruno Rizzi) y que, por lo tanto, no debía ser apoyado. Shachtman, Burnham y sus seguidores dejaron el SWP en 1940, pero poco después este último rompió con Shachtman, comenzando a integrar de manera encubierta la Oficina de Servicios Estratégicos, antecesora de la CIA.
Luego de la guerra, Burnham reclamó que Estados Unidos adoptara una estrategia agresiva para socavar el poder de la URSS. Durante la Guerra Fría escribió regularmente para la revista National Review, de tendencia conservadora. En 1983 recibió la Medalla Presidencial de la Libertad de manos del presidente Ronald Reagan. Sus ideas fueron muy influyentes entre los neoconservadores y los conservadores ortodoxos, facciones de la derecha estadounidense...

## La teoría de la revolución gerencial
Burnham desarrolló una teoría sosteniendo que el mundo se organizaría en tres super estados: Estados Unidos, Alemania y Japón, que competirían por el poder. Notablemente, Burnham no vio que la Unión Soviética estaba emergiendo como una super potencia, luego de la guerra, aunque sí anticipó correctamente que los Estados Unidos "recibirían" el poder perdido a causa del vacío generado por la desintegración el Imperio Británico. 
Burnham argumentó que el capitalismo estaba desapareciendo pero que no iba a ser remplazado por el socialismo; tampoco la democracia iba a prevalecer. Una nueva clase de mánager, y no la clase obrera, estaba remplazando la antigua clase capitalista como poder dominante en la sociedad. La clase de los mánager incluye ejecutivos, técnicos, burócratas y militares. Puso como claros ejemplos a la Alemania nazi y a la URSS. La teoría de Burnham fue influenciada por el libro de Bruno Rizzi La Burocratización del mundo hasta el punto de que Rizzi se sintió plagiado.
Cabe destacar que por "capitalismo", Burnham entendía la propiedad individual y el control de la producción, lo cual es distinto de la corporación moderna, una asociación establecida por ley en la cual los accionistas individuales no tienen un control directo sobre la producción.
En otro libro publicado más tarde, The Machiavellians, Burnham desarrolló su teoría argumentando que la nueva élite emergente serviría mejor sus intereses si conservara algunos elementos liberales, como la oposición política y la libertad de prensa, y una "circulación de las élites" controlada.
Su libro de 1964, Suicide of the West ("El suicidio del Oeste"), se convirtió en clásico de los conservadores al definir el liberalismo como un "síndrome" dominado por la culpabilidad y las contradicciones internas.
Los trabajos de Burnham influenciaron al autor conservador Samuel Francis. Francis escribió dos libros sobre Burnham y estableció sus teorías políticas sobre la "revolución de los managers" y el resultante Estado gerencial.

## Libros
- The Managerial Revolution: What is Happening in the World (orig pub, 1941, 1972 ed.) ISBN 0-8371-5678-5
- Suicide of the West: An Essay on the Meaning and Destiny of Liberalism (1985) ISBN 0-89526-822-1
- The Machiavellians: Defenders of Freedom (1987) ISBN 0-89526-785-3

## Libros y ensayos sobre James Burnham
- Kelly, Daniel James Burnham and the Struggle for the World: A Life (2002) ISBN 1-882926-76-5
- Francis, Samuel Power and History, The Political Thought of James Burnham (1984) ISBN 0-8191-3753-7
- Francis, Samuel James Burnham: Thinkers of Our Time (1999) ISBN 1-870626-32-X
- Orwell, George James Burnham and The managerial revolution (long essay).